# My two cents

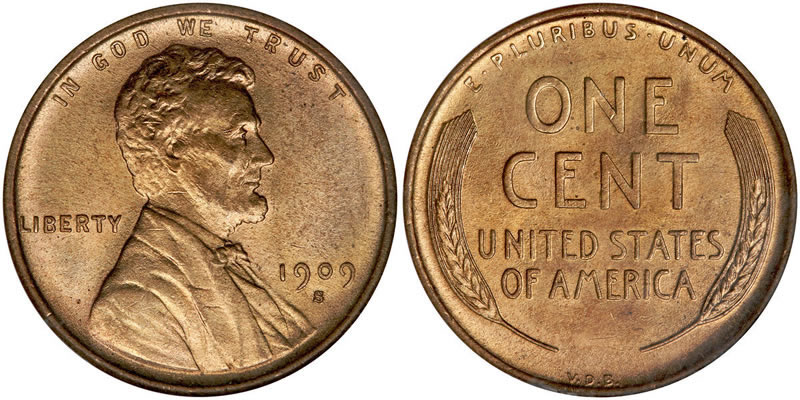
US-Penny im Wert von einem Cent (1909)

„my two cents“ („my 2 ¢“, lang „put my 2 cents in“) ist ein nordamerikanisches Vollidiom und entstammt ursprünglich vom englischen Idiom „my two-cents“ oder lang „to put in my two cents worth“, auf Deutsch „meine zwei Cent wert“. Es wird als Abschlussformel benutzt und bedeutet so viel wie „(Soweit) meine unbedeutende Meinung.“ Anders als die Abkürzung IMHO, die mitten im Text verwendet wird, findet sich die Redewendung meist am Ende von Beiträgen, oft ebenfalls abgekürzt zu JM2C (= just my two cents) in (zunehmend auch deutschsprachigen) Internetforen und im Usenet.

## Ursprung
Zum Ursprung dieser Redewendung gibt es mehrere teils widersprüchliche Theorien. Fest steht, dass sie bereits deutlich länger besteht als das Internet.

### Theorie
Es wird angenommen, dass die Phrase aus der Bibel stammt. Sowohl im Lukas- als auch im Markus-Evangelium heißt es, dass eine arme Witwe „zwei Scherflein“ (Luther) bzw. „zwei kleine Münzen“ in den Opferkasten geworfen habe (Mk 12,42 )(Lk 21,2 ). In der King-James-Bibel lautet der Satz: „And hee saw also a certaine poore widow, casting in thither two mites.“ Aus den „mites“ („Heller“) wurden im Laufe der Zeit „cents“. Kommentiert wird dies mit: „This poor widow hath cast more in, than all they which have cast into the treasury: For all they did cast in of their abundance; but she of her want did cast in all that she had, even all her living.“ In Selbstironie besteht die Phrase also aus der übertragenen Bedeutung „ich habe alles gegeben, was ich habe, auch wenn es nur zwei Cent sind“ oder „jetzt habe ich mein Letztes (meinen letzten Heller) gegeben“.
Ähnliche Idiome in der deutschen Sprache lauten: „seinen Senf dazugeben“ oder „sein Scherflein zu etwas beitragen“. Ein Scherflein ist im übertragenen Sinn ein kleiner Betrag, siehe Scherf.

### Frühestes Beispiel
Das früheste Vorkommen der Phrase mit entsprechender Bedeutung konnte bisher in einem Artikel von Allene Sumner My "Two cents' worth" in der Olean Evening Times im März 1926 gefunden werden.

## Weiteres Auftreten
- In der US-Fernsehserie Die Simpsons ist „My 2 Cents“ die Kolumne des Nachrichtensprechers Kent Brockman.[5]
- Im Deutschen wird gelegentlich auch „nur meine 4 Pfennige“ geschrieben. Dies ist zum einen eine Anspielung auf den früheren US-Dollar:D-Mark-Wechselkurs von ca. 1:2, zum anderen kann es als Ablehnung des Anglizismus verstanden werden. Mittlerweile hat sich die Cent-Variante aber etabliert, nicht zuletzt auch wegen des Euros bzw. Eurocents. Ebenso verwendet wird gelegentlich „nur meine 0,02 EUR“.